# Садово (Підляське воєводство)
Садово (пол. Sadowo) — село в Польщі, у гміні Домброва-Білостоцька Сокульського повіту Підляського воєводства.
Населення — 118 осіб (2011).
У 1975-1998 роках село належало до Білостоцького воєводства.

## Демографія
Демографічна структура станом на 31 березня 2011 року:
|          | Загалом | Допрацездатний вік | Працездатний вік | Постпрацездатний вік |
| -------- | ------- | ------------------ | ---------------- | -------------------- |
| Чоловіки | 58      | 11                 | 41               | 6                    |
| Жінки    | 60      | 8                  | 29               | 23                   |
| Разом    | 118     | 19                 | 70               | 29                   |